# Hoffman (Oklahoma)
Hoffman é uma cidade  localizada no estado norte-americano de Oklahoma, no Condado de Okmulgee.

## Demografia
Segundo o censo norte-americano de 2000, a sua população era de 148 habitantes.
Em 2006, foi estimada uma população de 149, um aumento de 1 (0.7%).

## Geografia
De acordo com o United States Census Bureau tem uma área de
0,7 km², dos quais 0,7 km² cobertos por terra e 0,0 km² cobertos por água. Hoffman localiza-se a aproximadamente 196 m acima do nível do mar.

## Localidades na vizinhança
O diagrama seguinte representa as localidades num raio de 16 km ao redor de Hoffman.